# Robert Poujade
Robert Poujade (Moulins, 6 maggio 1928 – Parigi, 8 aprile 2020) è stato un politico, funzionario e insegnante francese.

## Biografia
Figlio di un professore agrégé presso il liceo di Moulins, dopo la maturità e le classi preparatorie a Montpellier, studiò presso l'École Normale Supérieure di Parigi. Nominato professore agrégé di lettere, dal 1954 insegnò al liceo Carnot di Digione.
Gollista dall'età di 18 anni, aderì di volta in volta ai movimenti che nel tempo si richiamano al gollismo (RPF, UNR, UDR, RPR e UMP). Segretario nazionale degli studenti del RPF, dal 1958 fu segretario generale della federazione dipartimentale dell'UNR. Nel 1967 entrò nella segreteria nazionale dell'UDR, diventandone segretario generale nel 1968.
Eletto deputato della Côte-d’Or nel 1967, rieletto alle elezioni del 1968, 1973, 1978, 1986, 1988, 1993 e 1997, nel 2002 decise di non ripresentarsi.
Fu anche presidente del consiglio generale e consigliere generale della Côte-d'Or, e consigliere regionale della Borgogna.
Il 7 gennaio 1971 lasciò l'incarico di partito per assumere, con il rango di ministro delegato, il dicastero della Natura e dell'Ambiente creato appositamente dal Primo ministro Jacques Chaban-Delmas.
Nel 1971 fu eletto sindaco di Digione, carica nella quale sarà sistematicamente rieletto, fino al ritiro nel 2001. In quell'anno, per iniziativa di Poujade, il nucleo centrale di Digione, con i suoi monumenti di pietra e i suoi palazzi gentilizi del XIX secolo, divenne il primo centro storico in Francia a essere assoggettato a una normativa di salvaguardia .
Riconfermato ministro delegato alla Natura e all'Ambiente nel primo governo di Pierre Messmer (6 luglio 1971-5 aprile 1973), nel secondo governo Messmer (5 aprile 1973-1º marzo 1974) conservò le medesime funzioni, passando però al rango di ministro. Venne escluso dal terzo governo Messmer, probabilmente a causa delle pressioni di Pierre Juillet e di Marie-France Garaud che lo giudicavano troppo vicino a Chaban-Delmas.
Nel marzo 1974, declinò l'offerta della nomina a consigliere di Stato a turno esterno che gli veniva proposta dal presidente della Repubblica Georges Pompidou e accettò la nomina a ispettore generale della Pubblica Istruzione. In seguito rifiutò anche un incarico ministeriale propostogli dai Primi ministri Jacques Chirac e Raymond Barre.
Fu presidente del Conservatorio del Litorale (1976), presidente della Commissione nazionale dei settori sottoposti a salvaguardia (1978), presidente dell'Associazione delle Città d'arte, vice presidente della sezione francese del Consiglio internazionale dei monumenti e dei siti (Icomos) (1978), presidente della Bibliothèque Nationale de France (1978), e vice presidente dell'Associatione dei sindaci di Francia (1983).